# Sambirampak Kidul
Sambirampak Kidul is een bestuurslaag in het regentschap Probolinggo van de provincie Oost-Java, Indonesië. Sambirampak Kidul telt 3143 inwoners (volkstelling 2010).